# Stille handel

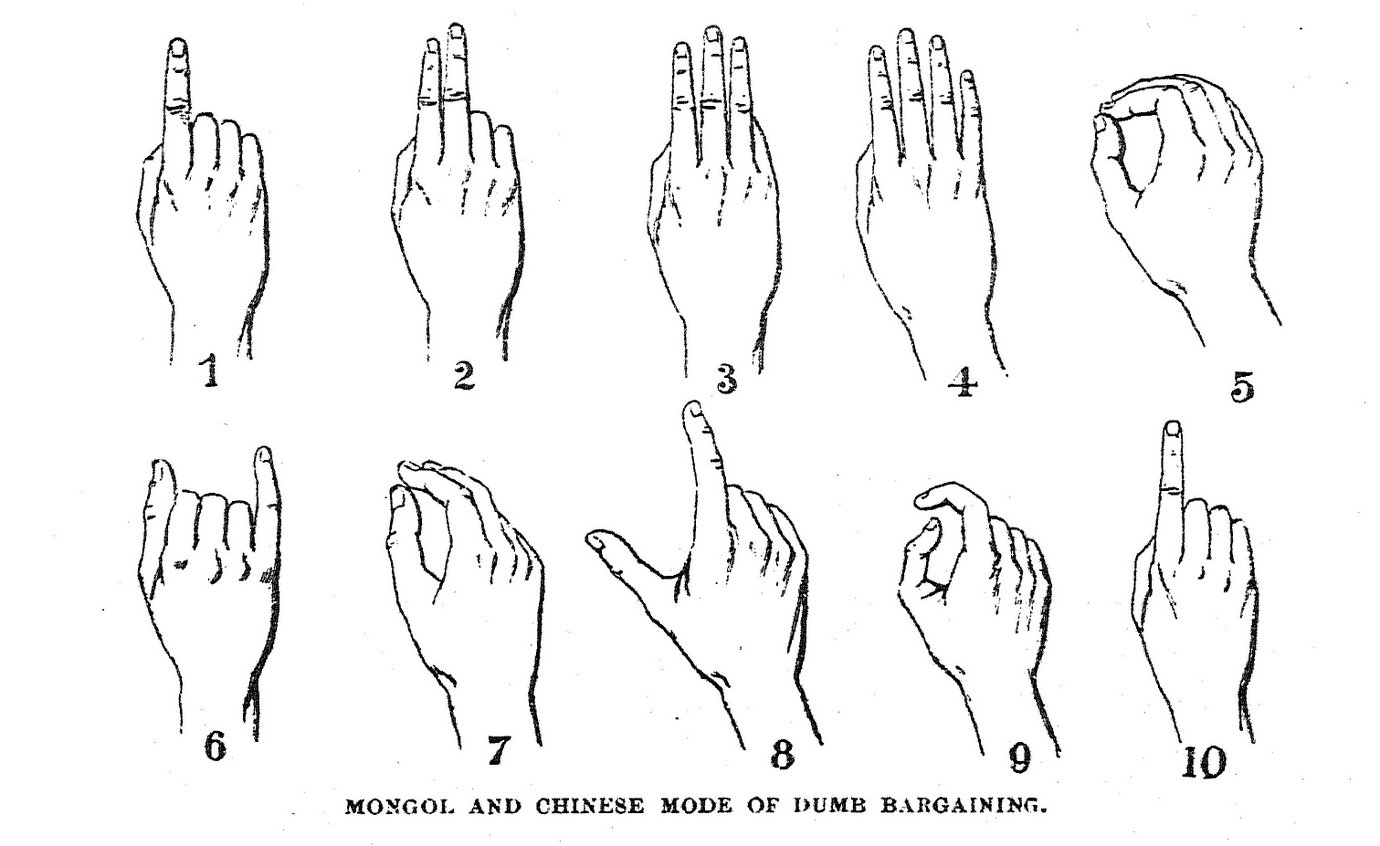
Chinese en Mongoolse handgebaren voor stille handel

Stille handel, ook wel stille ruilhandel of depothandel genoemd, is een methode van vroeger waarmee handelaren die elkaars taal niet spraken handel konden drijven zonder te hoeven praten. Groep A liet handelsgoederen op een prominente plek achter en gaf met bijvoorbeeld een gong, een trommel, of rooksignalen aan dat ze goederen hadden achtergelaten. Groep B kwam dan de goederen bekijken en legde eigen handelsgoederen of geld neer dat ze wilden ruilen, en vertrokken weer. Groep A keerde dan terug om ofwel de transactie te accepteren door de goederen van groep B mee te nemen of zich weer terug te trekken en groep B in staat te stellen items toe te voegen of te wijzigen om een gelijke waarde te creëren. De transactie eindigde wanneer groep A het aanbod van groep B accepteerde en de aangeboden goederen meenam, en de originele goederen achterliet voor groep B.
Deze methode werd voornamelijk gebruikt in de periode tussen 500 en 1500, zoals door Afrikaanse stammen in hun handel met kooplieden uit India. Kosmas Indikopleustes beschrijft hoe de methode werd toegepast in Azanië, waar ambtenaren uit Aksum rundvlees ruilden voor goud. Prins Hendrik de Zeevaarder van Portugal beschreef de praktijk toen hij in 1415 Ceuta bezette.
In West-Afrika werd ten zuiden van de Sahel gewonnen goud geruild voor zout dat gewonnen werd in de woestijn. Met het goud werd handel met de Europeanen gedreven. Door deze bloeiende handel werden delen van West-Afrika commerciële centra. West-Afrika produceerde tot ongeveer 1500 na Christus grote hoeveelheden goud. De communicatie in deze goud-voor-zout handel werd met trommels gedaan.
Behalve om het taalprobleem te omzeilen kon stille handel ook worden gebruikt om de vindplaatsen van de betrokken goederen geheim te houden.
De Griekse historicus Herodotus schreef over de handel in Ghanees goud door kooplieden uit Carthago aan de Atlantische kust van Afrika: 
De Carthagers vertellen ons ook dat ze handel drijven met een volk dat leeft in een deel van Libië voorbij de Zuilen van Hercules. Wanneer ze dit land bereiken, lossen ze hun goederen uit, leggen ze netjes langs het strand neer, en dan, als ze terugkeren naar hun boten, geven ze een rooksignaal. De inboorlingen zien de rook en komen naar het strand, leggen een bepaalde hoeveelheid goud op de grond in ruil voor de goederen en gaan weer weg. De Carthagers komen dan aan land en bekijken het goud; en als ze denken dat het een eerlijke prijs is voor hun waren, halen ze het op en gaan weg; als het daarentegen te weinig lijkt, gaan ze weer aan boord en wachten, en de inboorlingen komen en voegen goud toe totdat ze tevreden zijn. Er is perfecte eerlijkheid aan beide kanten; de Carthagers raken het goud pas aan als het in waarde gelijk is aan wat ze te koop hebben aangeboden, en de inboorlingen raken de goederen pas aan als het goud is weggenomen.
W.S.W. Ruschenberger, in Zanzibar in 1835, beschrijft Indiase kooplieden en citeert vervolgens de Histoire philosophique et politique des établissemens & du commerce des européens dans les deux Indes van Abbé Raynal uit 1785:
... Een zeer korte tijd was voldoende om de belangrijkste zaken af te handelen. Ze handelden gewoonlijk in bazaars; de verkoper vertelde de prijs van zijn goederen op gedempte toon en in weinig woorden; de koper antwoordde door zijn hand vast te pakken en door op een bepaalde manier van verdubbelen en strekken van de vingers uit te leggen welke korting hij op de prijs wenste. De overeenkomst werd vaak gesloten zonder een woord te spreken; en om hem te bekrachtigen werd de hand opnieuw vastgepakt als teken dat de koop definitief was...—  
De 17e-eeuwse VOC-soldaat Elie Ripon beschrijft in het verhaal over zijn diensttijd hoe hij getuige was van stille handel op de zuidkust van Borneo, waar in het binnenland gevonden diamanten werden geruild voor stofgoud en zeezout. Op een heuvel hing een metalen bekken aan een stok tussen twee bomen. Op de grond lag een kleed en een stok om mee op het bekken te slaan. De handelaren kregen elkaar nooit te zien. Degenen die Ripon hadden meegenomen zeiden dat de onzichtbare kooplieden dwergen met lange staarten waren die leefden in holen als vossen, en zich niet lieten vangen. Toen enkele van Ripons metgezellen opperden dat men gewoon alles wat op het kleed lag mee zou kunnen nemen zeiden zij dat de Engelsen dat een keer hadden geprobeerd en dat er daarna nooit meer iets van hen was vernomen.